# 中國人民解放軍海軍航空母艦列表
中國人民解放軍海軍航空母艦列表列出中國人民解放軍海軍的退役、現役、建造中及計劃中的航空母艦。

## 歷史
中华人民共和国首艘航空母舰辽宁舰于2012年9月25日正式交接入列中国人民解放军海军，距離當初到港的2000年已經過了多年。其后，中国经济网引述消息人士报道，中国计划于2012年开始的未来4年，建造两艘常规动力航空母舰；并且於2020年前发展核动力航空母舰。最终组织建立4支航空母舰战斗群，分别部署于南海舰队及东海舰队。至于根据《华尔街日报》引述美国国防部的年度报告内容报道，指出辽宁舰是中国迈向自行建造航空母舰的第一步；中国最快于2015年就會推出首艘（完全是）中国自行研究及制造的航空母舰艦隊。
2012年9月27日，中華人民共和國國防部於國防部外事辦公室舉行例行記者招待會，由国防部新闻局副局长兼新闻发言人杨宇军上校代表，首次交代關於中國航空母艦事宜。國防部表示，中國會按照中國經濟及中國社會的發展情況，國防需要及解放軍建設，通盤考慮發展航空母艦及建設新航空母艦，不會很快建造。同时澄清有關於中国第二艘航空母艦正在上海建造、预计於2012年年底下水的报道“不准确”。
後來傳言仍然不斷，早在2014年期間，遼寧省便已經有新型國造航母在大連開工建造下水的消息，但直到2015年12月31日，中國國防部發言人才首度在例行記者會上證實，並公開說明了相關細節，包含新艦艇仍舊采用常规动力装置；搭载国产舰载机采用飛機滑跳式方式；不過，第二艘航空母舰由中华人民共和国自行研制，2013年11月开工，2015年3月开始坞内建造。2017年4月26日 中国第二艘航空母舰下水仪式在中国船舶重工集团公司大连造船厂举行。2018年5月13日，进行首次海试。2019年12月服役，但總體外型仍未有大變動。
在2019年10月，曾经有消息传出中国的004型核动力航母已经完成设计。不过在2019年11月，根据《南华早报》报道称，中国计划建造的第三与第四艘航母将继续采用常规动力，因經濟原因，核动力航母還在醞釀中。而在2021年年初，美國國會研究服務部指出，解放軍確實正全力製造新航母003以測試，但由于资金与技术的限制，所以繼續研發新航母004的計畫将被暫時搁置。

## 命名規定
关于中國人民解放軍海軍艦艇（包括航空母艦）命名，海军舰艇的命名有严格规定。根据中國海军颁布的《海军舰艇命名条例》，航空母艦的名稱和舷号由中央軍事委員會授予。航空母舰、战列舰、巡洋舰、两栖攻击舰以行政省（区）或直辖市命名。

## 外部連結
- 2012年9月国防部例行记者会（页面存档备份，存于）